# Термен, Пётр Всеволодович
Пётр Все́володович Терме́н (род. 19 июня 1991, Москва) — российский исполнитель на терменвоксе, композитор, поэт, педагог, руководитель Школы терменвокса в России. Правнук русского изобретателя Льва Сергеевича Термена, создателя терменвокса.
Один из ведущих исполнителей в мире. В репертуаре — классические произведения (Сергей Рахманинов, Иоганн Себастьян Бах, Николай Римский-Корсаков, Пётр Чайковский), джазовая, импровизационная и электронная музыка.
Известен как исследователь истории терменвокса в России и за рубежом, а также популяризатор этого инструмента. Создал авторский цикл лекций, проходивший в Центральном музее музыкальной культуры им. М. И. Глинки. Регулярно проводит мастер-классы и лекции, посвящённые терменвоксу, в разных городах России.

## Биография
Выступления проходили в Большой зал Московской консерватории, Малый зал Московской консерватории Центральном музее музыкальной культуры, Академии музыки им. Гнесиных, Шереметевском дворце, Рахманиновском зале Московской консерватории, Центре современного искусства «Эрарта» (Санкт-Петербург), Центре современного искусства «Гараж», Центре современного искусства «Винзавод», Музее им. Рериха, Музее им. Булгакова, Центре Авангарда, Чеховском культурном центре, Культурном центре Шемякина, МультимедиаАртМузее, Международном институте Телевидения и Радио «Останкино», Музыкальном училище при Московской консерваторатории, Джаз-клубе Алексея Козлова, Культурном центре «ДОМ» и др..Участник музыкальных и научных фестивалей (среди них — «Красная площадь» на Красной площади в Москве, «SAVE» (Москва), «Geek Picnic» (Москва и Санкт-Петербург), «Политех» (Москва), «Всероссийский фестиваль науки» (Москва и Уфа), «STEREOLETO» (Санкт-Петербург), «Ночь учёных» (Латвия), «Аэростат» (Белоруссия). Регулярный участник всероссийских акций «Ночь музыки», «Ночь искусств», «Библионочь» и др. 
В 2017 году прошли выступления (концерты, лекции и мастер-классы) Петра на фестивалях «КСТАТИ», организованных Информационными центрами по атомной энергии (ИЦАЭ) в Челябинске и Новосибирске.
В репертуаре классическая и современная академическая музыка, а также музыка написанная специально для терменвокса.[значимость факта?]
В 2012 году создаёт Студию терменвокса, а затем единственную на территории Европы и постсоветского пространства Школу терменвокса (Russian Theremin School).

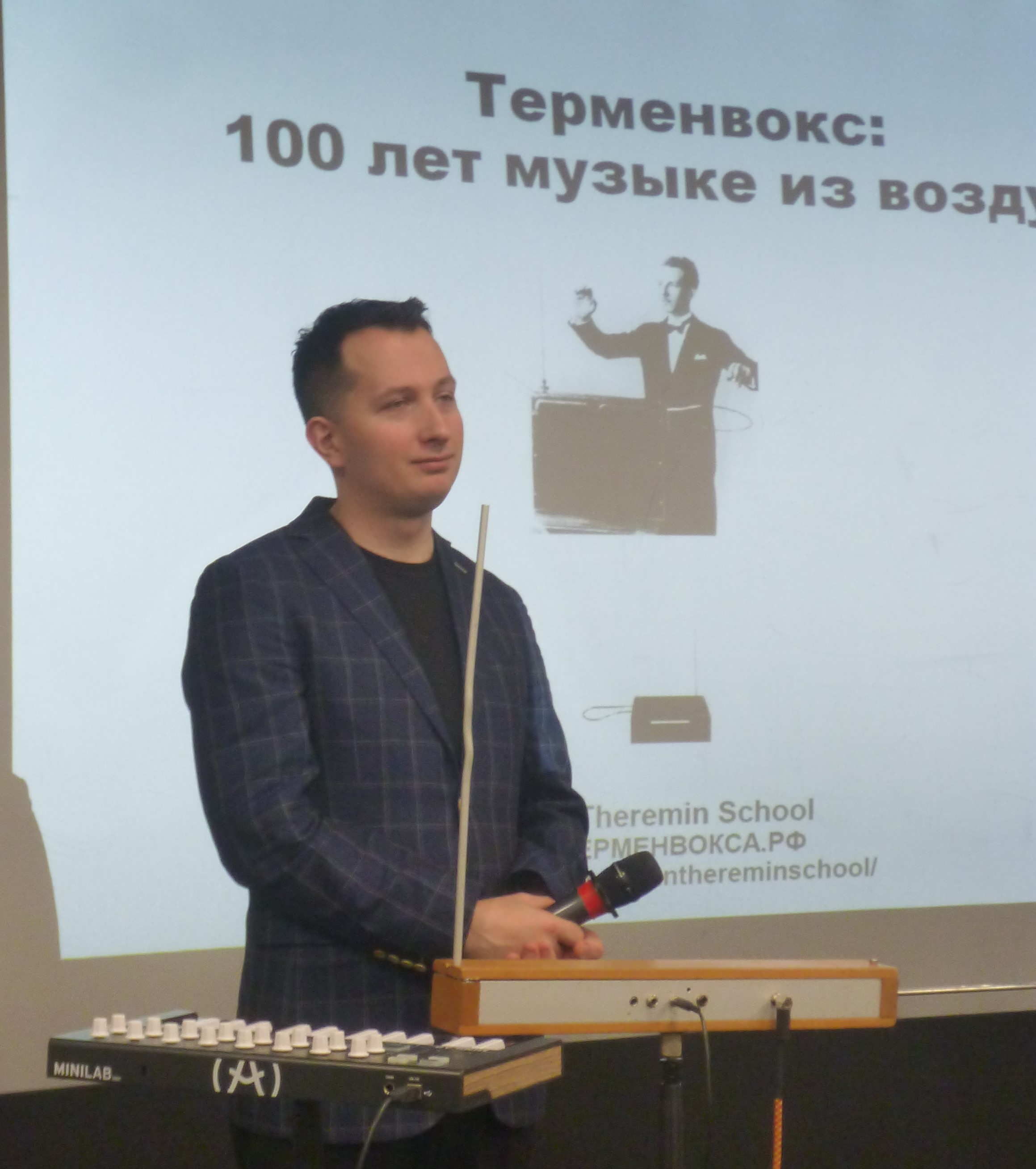
Пётр Термен в Ельцин-центре, январь 2025 года.

Автор первого в мире экспресс-курса по обучению игре на терменвоксе «Терменвокс за 24 часа».
Куратор проектов «Московский оркестр терменвоксов» и «Санкт-Петербургский оркестр терменвоксов». Премьера проектов состоялась на фестивалях Geek Picnic в Москве и Санкт-Петербурге.[значимость факта?]
Организатор первого в России фестиваля терменвокс-культуры — «Терменология» (фестиваль проходит с 2011 года в Москве и Петербурге).
Создал первый русскоязычный сайт о терменвоксе «Theremin Times».[значимость факта?]
В августе 2016 состоялись гастроли в разных городах Японии совместно с Натальей Термен.[значимость факта?]
Записал партию терменвокса и снялся для официального ролика ВКонтакте, посвящённого 10-летию компании и запуска космобота. Музыку для ролика написал отечественный электронный музыкант Mujuice.[значимость факта?]
Стал одним из музыкантов, представивших Москву в проекте Британского Совета «Mix the city: Moscow». Среди других участников проекта — Юрий Башмет, Олег Нестеров, Михаил Петренко, Наадя
30 мая 2017 на открытии конференции Яндекса — YaC, состоялась премьера произведения написанного нейронными сетями по творчеству А. Скрябина. Пётр Термен исполнил солирующую партию на терменвоксе в сопровождении камерного оркестра.[значимость факта?]
В октябре 2017 на закрытии фестиваля «Международная неделя консерваторий» в атриуме Эрмитажа, Петром Терменом были исполнены мировые премьеры произведений для терменвокса и камерного оркестра, — «Концерт для терменвокса и оркестра» Антона Танонова и «BMW» для терменвокса, dj и оркестра Екатерины Ивановой-Блиновой, в сопровождении Камерного оркестра Санкт-Петербургской консерватории, дирижёр — Алим Шахмаметьев.[значимость факта?]
В сентябре 2019 стал участником мирового рекорда — самый большой оркестр терменвоксов в мире, вошедшего в Книгу Рекордов Гиннеса — 289 исполнителей в городе Кобе (Япония) совместно исполнили «Оду к радости» Бетховена на матрёминах (упрощённых версиях терменвокса). Также в рекорде приняла участие исполнитель на терменвоксе и дочь Льва Термена, Наталья Термен, внучка Маша Термен и кипрский композитор Мариос Элия.[значимость факта?]
В 2019 году ученик Петра, Володя Иванов, стал финалистом телевизионного конкурса «Синяя птица», а Пётр — обладателем специального гранта для педагогов.[значимость факта?]
В ноябре 2024 года у Термена прошли гастроли в Турции: состоялся концерт в Шанлыурфе как в городе музыкального статуса ЮНЕСКО. Также были концерты в турецких провинциях Невшехир и Анкара.

## Дискография
На CD:
- The Owls Are Not What They Seem: David Lynch Tribute Remixes (2017)
- Варвара Визбор «Запретный плод» (2015)[23]
- Сергей Бабкин «Музасфера» (2018)
- Панама (Игорь Григорьев) — «Святые» (2018)
- Татьяна Алёшина «Как летели мы да на шарике» (2013)[24]

### Музыка к кинофильмам
- The Sheep Islands (2015)[25] (Исландия)
- Sounds of Vladivostok (партия терменвокса) (2017) (Россия — Кипр, режиссёр и автор музыки Мариос Элиа)
- VITEBSK ART SCHOOL for at the Centre Pompidou (Paris) and Jewish Museum, (New York) (2018)
- Valse de Vladimir (2018) (Франция, режиссёр Мэтью Мартен)
- Уроки Аушвица (2020) VR фильм от RT
- «Сопричастие» (2021)
- партия терменвокса для vr-игры M1n0t0r (Франция-Россия) (2021)

## Награды
- Лауреат Премии Президента России по поддержке талантливой молодёжи.
- Дипломант Всероссийских Дельфийских Игр
- Лауреат международного кинофестиваля «Отцы и дети» в номинации «музыка кино» (2017)
- Специальный грант для педагогов от телевизионного конкурса «Синяя птица»
- Серебряная медаль британской премии Creativepool за музыку к фильму «Уроки Аушвица» (2020)
- Бронза американской Clio Awards[англ.] 2021 года за музыку к фильму «Уроки Аушвица».
- Лауреат всероссийского фестиваля «Народный Рахманинов» (2023)

## Работы для театра
- Участник проекта «Реконструкция утопии» в театре «Школа драматического искусства» (спектакль получил гран-при «Премии Курехина»),
- Партия терменвокса для спектакля «В горах моё сердце» Театра Стаса Намина)[26][значимость факта?].
- Приглашённый участник новогоднего проекта Антикварного цирка и Московской филармонии (исполнение «Вальса» Чайковского совместно с Академическим симфоническим оркестром Московской филармонии) в Концертном зале имени П. И. Чайковского и Филармонии-2 (спектакли прошли в 2017, 2018 и 2021 годах).
- Приглашённый участник спектакля «Проун. Супрематические опыты» Елены Польди, посвящённый известному авангардисту Элю Лисицкому. Показы прошли в Камергерском переулке.
- Приглашённый участник спектакля «1917», как исполнитель на «Звучащем кресте», в Санкт-Петербурге, который прошёл в Музее Санкт-Петербургского авангарда.

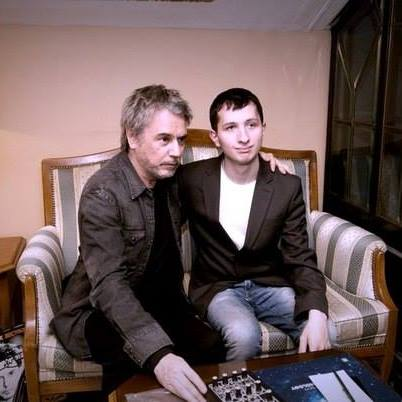
Пётр Термен и Жан Мишель Жарр
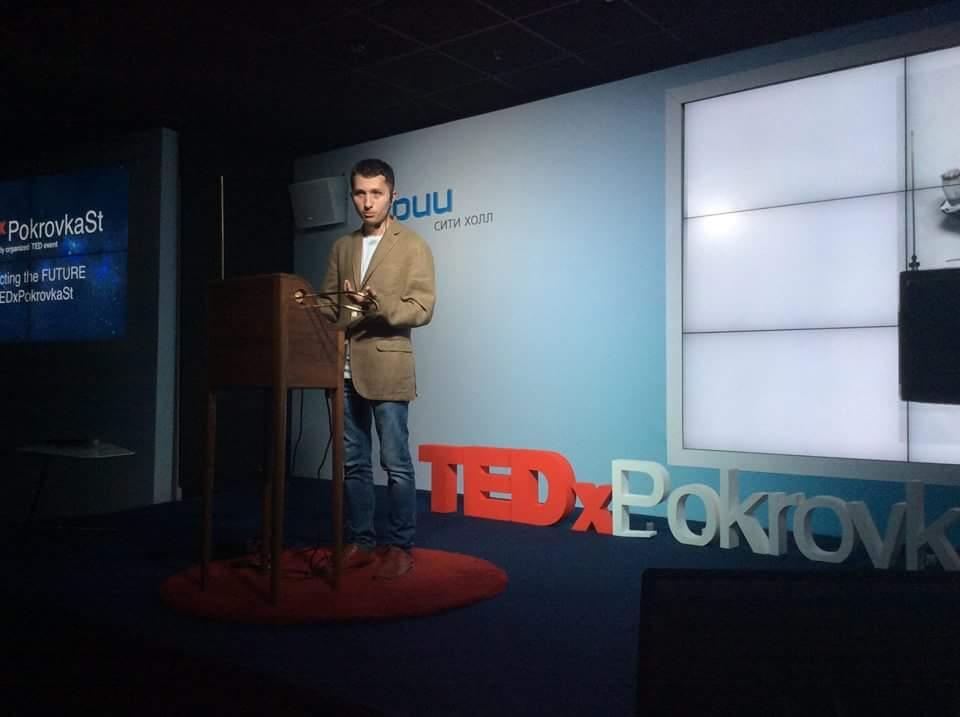
Пётр Термен на Tedx
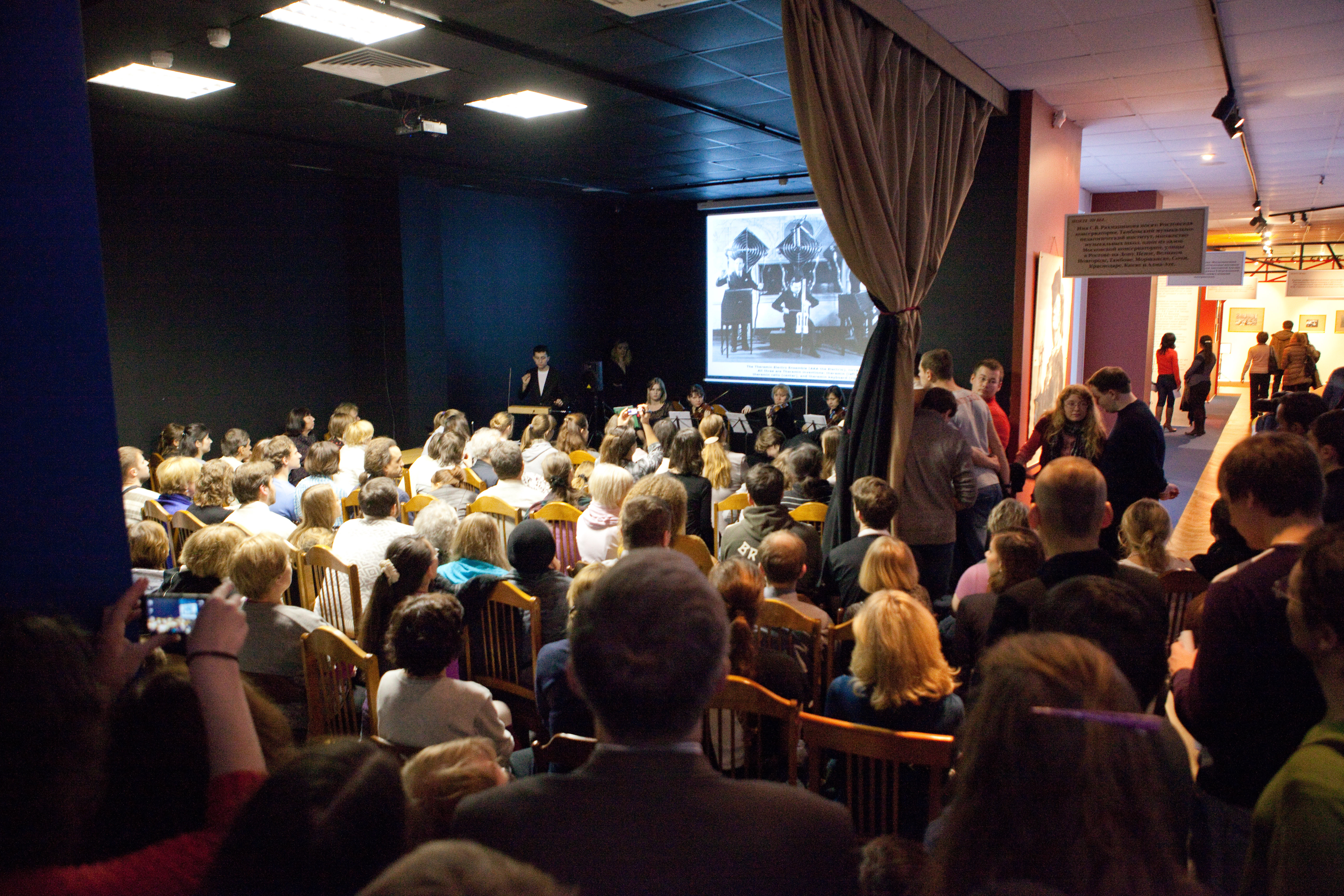
Ночь музеев